# Schönewalde
Schönewalde es un municipio del distrito de Elba-Elster, en Brandeburgo (Alemania). Está situado 30 km al sur de Luckenwalde y 40 al este de Wittenberg.